# 맛타정
맛타정(일본어: 茨田町)은 일본 오사카부 기타카와치군에 있던 정이다. 현재의 오사카시 쓰루미구 북동부에 해당한다.

## 역사
- 1939년 6월 1일 - 기타카와치군 모로쓰쓰미촌, 후루미야촌이 합병하여 맛타정이 발족.
- 1955년 4월 3일 - 오사카시에 편입되어, 조토구의 일부가 됨. 맛타정은 폐지됨.
- 1974년 7월 22일 - 분구에 따라, 구 맛타정 지역이 쓰루미구의 일부가 됨.

## 교통

### 철도
현재는 구 정역에  오사카 메트로 나가호리쓰루미료쿠치선의 요코즈쓰미역·쓰루미료쿠치역이 소재하지만, 당시는 미개업.

### 도로
현재는 구정역에 긴키 자동차도의 다이토츠루미 인터체인지가 소재하지만, 당시는 미개통.

## 참고문헌
- 가도카와 일본 지명 대사전 27 大阪府